# Bruno Brazil
Bruno Brazil es una serie de historietas franco-belga escrita por Greg, con el seudónimo Louis Albert, y dibujada por William Vance. Serializada inicialmente en la revista Tintin a partir del 17 de enero de 1967, su primer álbum apareció en 1969; el último; en 1995.

## Sinopsis
Bruno Brazil es el líder una pequeña unidad de combate de élite perteneciente al servicio secreto estadounidense, el «Comando Caimán», compuesta por miembros con habilidades únicas. Juntos enfrentan el crimen y exóticas amenazas.

## Personajes
- Bruno Brazil, el protagonista principal, un experimentado espía.
- Gaucho Morales, un habilidoso gánster con una tupida red de contactos.
- Whip Rafale, una antigua artista circense, ducha en el manejo del látigo.
- Texas Bronco, un antiguo cowboy de rodeo, fuerte como un toro.
- Billy Brazil, el hermano menor de Bruno Brazil, recién salido de la academia militar.
- Lafayette llamado "Big Boy", un astuto ex-jinete.
- Tony Nómada llamado"Nómada", un reemplazo de Big Boy cuando este desaparece.
- El Coronel L, comandante de esta unidad de élite.

## Álbumes
- 1. Le requin qui mourut deux fois, 1969, Dargaud
- 2. Commando Caïman,  1970, Dargaud
- 3. Les yeux sans visage, 1971, Dargaud
- 4. La cité pétrifiée, 1972, Dargaud
- 5. La nuit des chacals, 1973, Dargaud
- 6. Sarabande à Sacramento, 1974, Dargaud
- 7. Des caïmans dans la rizière, 1975, Dargaud
- 8. Orage aux Aléoutiennes, 1976, Dargaud
- 9.  Quitte ou double pour Alak 6, 1977, Dargaud
- 10. Dossier Bruno Brazil, 1977, Dargaud
- 11. La fin...!??,  1995, Le Lombard